# Diadempipare
Diadempipare (Phegornis mitchellii) är en säregen sydamerikansk fågel i familjen pipare inom ordningen vadarfåglar.

## Utseende
Diadempiparen är en liten kompakt pipare, 16,5–19 centimeter lång. Den är pregnant tecknad med svart huvud, vitt streck ovan ögat, halsen kastanjefärgad, strupen vit, bröstet svartbandat och buken vit. Vingarna är relativt korta. Fågeln har en för pipare lång och smal näbb som snarare påminner om en vadare i Calidris.

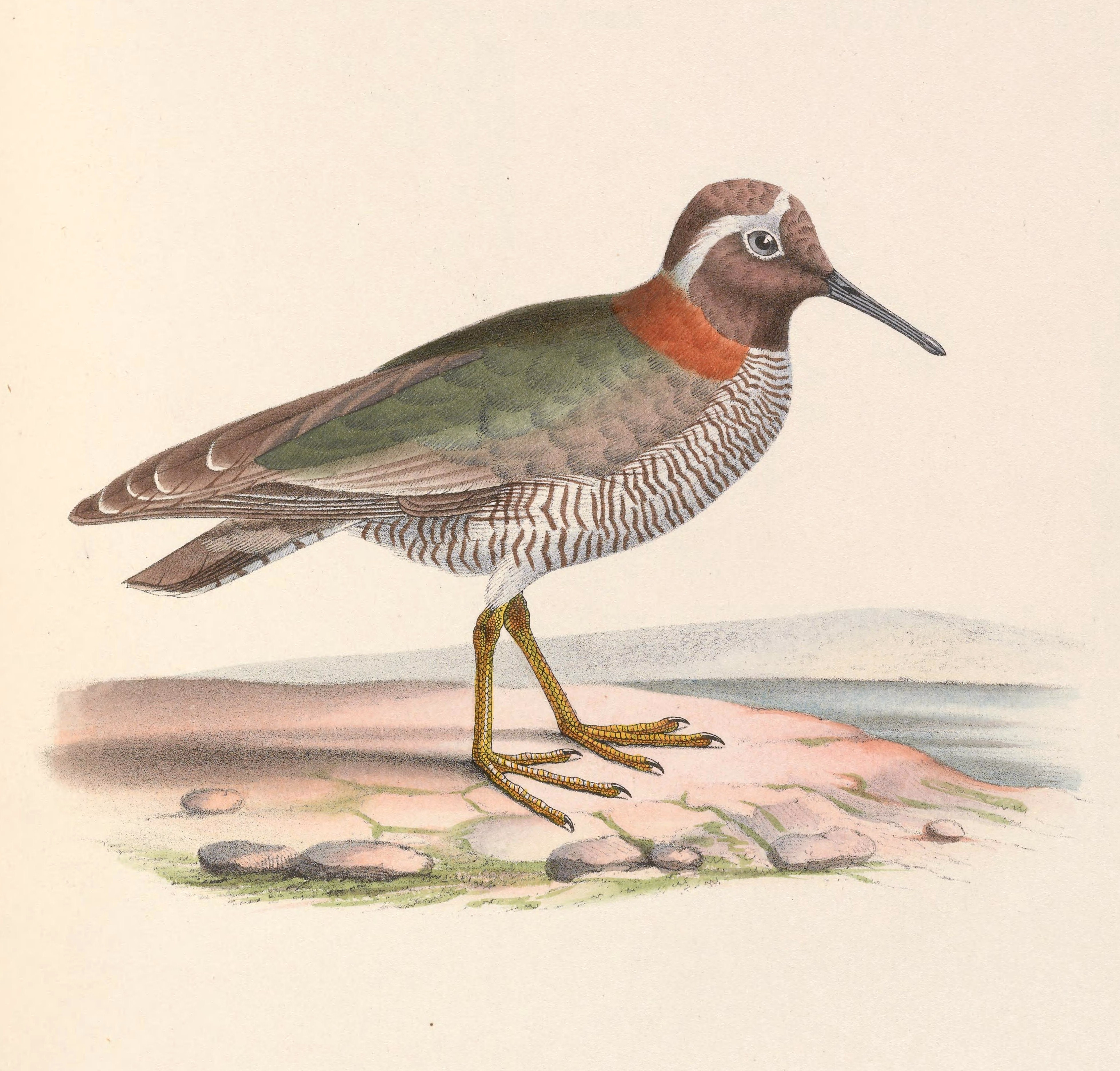
Diadempipare avbildad av Marc Athanase Parfait Œillet Des Murs (1804-1878)

## Ekologi
Diadempiparen häckar i höglänt terräng, 3 500–5 000 meter över havet i den så kallade punazonen. Den trivs på vattensjuk mossig tundra och myrar, framför allt Distichia-myrar, men också på grus eller gräs i flodslätter och nära sjöar. Den lägger två olivgrå ägg med svarta fläckar, mellan oktober och december i Chile, i januari i Bolivia. Efter häckning rör den sig nedåt, till cirka 2 000 meter över havet.

## Utbredning och systematik
Fågeln förekommer vid myrar på hög höjd från södra Peru till västra Argentina och Chile. Den placeras som enda art i släktet Phegornis. DNA-studier visar att den är närmast släkt med rostbröstad pipare.

## Status
Diadempiparen är fåtalig, med en värdspopulation uppskattad till endast mellan 1500 och 7000 adulta individer. Den antas vidare minska i antal, dock möjligen endast måttligt, till följd av omvandling av dess levnadsmiljö till betesmarker och torvbrytning, men även vägbyggen. Dess avlägsna utbredningsområde skyddar den troligen för mer kraftiga nedgångar. IUCN kategoriserar den som nära hotad.

## Namn
Fågelns vetenskapliga artnamn hedrar David William Mitchell (1813-1859), engelsk zoolog, konstnär och sekreterare vid Zoological Society of London 1847-1859.